# Chlamydosaurus kingii
El lagarto de cuello con volantes (Chlamydosaurus kingii), también conocido comúnmente como agama con volantes, dragón con volantes o lagarto con volantes, es una especie de lagarto de la familia Agamidae. La especie es endémica del norte de Australia y el sur de Nueva Guinea. Esta especie es el único miembro del género Chlamydosaurus, del griego clasico χλαμύς (khlamús), "volante", y σαῦρος (saûros), "lagarto".
Sus nombres comunes provienen del gran volante alrededor de su cuello, que generalmente permanece doblado contra el cuerpo del lagarto.
C. kingii es en gran parte arbórea, y pasa la mayor parte del tiempo en los árboles. Su dieta consiste principalmente en insectos y pequeños vertebrados, y, esporádicamente, también plantas. 
La lagartija de cuello volante es una lagartija relativamente grande, con un promedio de 85 cm (2,8 pies) de longitud total (incluida la cola) y se mantiene como una mascota exótica.
El lagarto de cuello volante también fue una gran inspiración para el dilophosaurus que se muestra en la película Jurassic Park. Y aunque la película los popularizó, estos lagartos ni escupen veneno, ni siquiera gritan de forma similar al dilophosaurus.

## Taxonomía
El zoólogo británico John Edward Gray describió al lagarto de cuello volante en 1825 como Clamydosaurus Kingii, de un espécimen recogido por una expedición realizada por el Capitán Phillip Parker King de HMS Mermaid. El espécimen de King fue obtenido por el botánico de su barco, Allan Cunningham, en Careening Bay en la costa noroeste de Australia.
El nombre genérico, Chlamydosaurus, se deriva del griego antiguo chlamydo (χλαμύς), que significa "encubierto" o "cubierto", y saurus (sauros), que significa "lagarto". El nombre específico, kingii, es una forma latinizada del apellido de Phillip Parker King. Es el único miembro de este género.
En el idioma Jawoyn del área de Katherine, se conoce como leliyn.

## Descripción

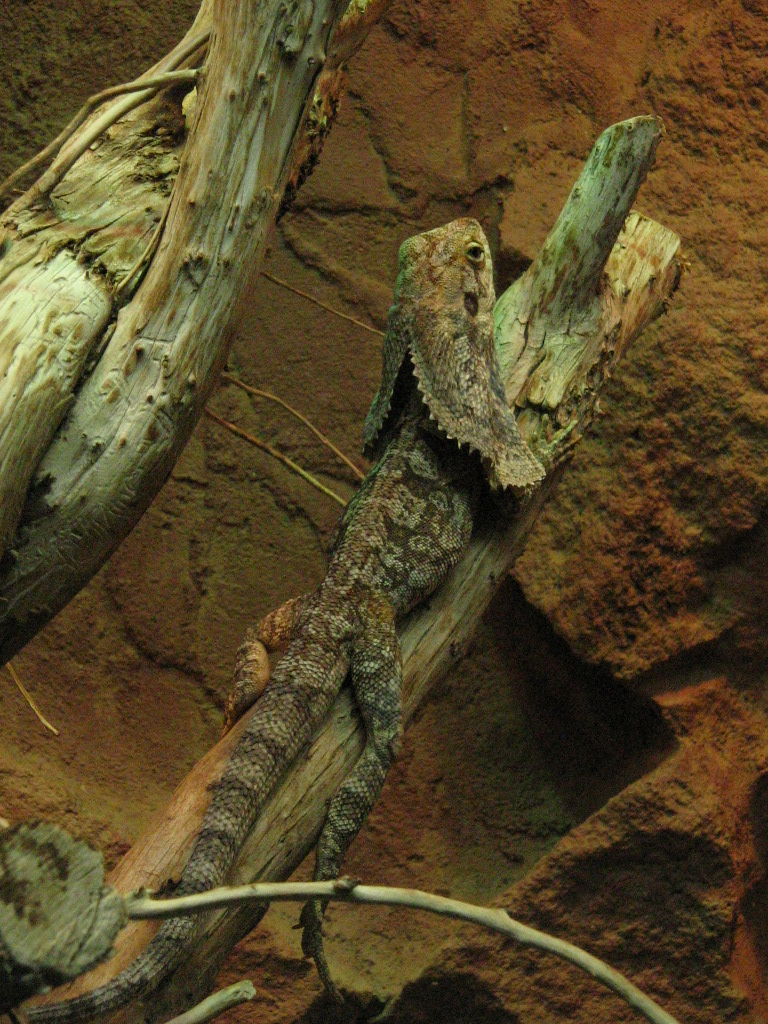
Un lagarto con cuello de volantes en una exhibición de reptiles

El lagarto de cuello volante es un miembro relativamente grande de la familia agamidae, que crece hasta 85 cm (2,8 pies). Es capaz de locomoción bipeda y los naturalistas han descrito que se mueve regularmente de esta manera, con paso decidido a veces.
La coloración tiende a ser marrón o gris con manchas y machas de colores más oscuros mezclados de forma moteada para dar la apariencia de corteza de árbol. No hay un color estándar: más bien, la coloración varía según el entorno del lagarto. Por ejemplo, un lagarto que se encuentra en uno más desértico, un ambiente lleno de arcilla, probablemente tendrá un collage de naranjas, rojos y marrones; Mientras que un lagarto encontrado en uno más exuberante, la región más tropical, tendrá a mostrar marrones y grises más oscuros. Esto sugiere que están adaptados a sus hábitats; Sus colores son una forma de camuflaje.
La característica más distintiva de estos lagartos es el gran pellejo de piel que generalmente se encuentra doblado hacia atrás contra su cabeza y cuello. El volante del cuello está sostenido por largas espinas de cartílago que están conectadas a los huesos de la mandíbula. Cuando el lagarto está asustado, produce una sorprendente pantalla deimática: abre la boca y deja al descubierto un forro rosado o amarillo brillante; extiende su volante, mostrando escamas naranjas y rojas brillantes; levanta su cuerpo; y a veces sostiene su cola sobre su cuerpo. Esta reacción se usa para exhibiciones territoriales, para desalentar a los depredadores y durante el cortejo. Las partes roja y naranja de su volante contienen pigmentos carotenoides.
Los huesos del volante son tipos de hioides alargados, modificados, que forman varillas que expanden el volante. En segundo lugar, el volante puede servir como una forma de camuflaje cuando está relajado; No existe una coloración estándar para el cuerpo, pero generalmente es más oscura que el volante.

## Distribución y hábitat

Lagarto de cuello volante en entorno natural, mostrando camuflaje

El lagarto de cuello de volante se encuentra principalmente  en las regiones del norte de Australia y el sur de Nueva Guinea. El lagarto en raras ocasiones se encuentra en las regiones desérticas más bajas de Australia, pero habita principalmente en climas húmedos como los de los bosques de sabanas tropicales.
Tiende a ser un lagarto arbóreo, lo que significa que pasa la mayor parte de su tiempo en los árboles. El lagarto se aventura en el suelo solo en busca de comida, o para participar en conflictos territoriales. El hábitat arbóreo puede ser un producto de la dieta de la lagartija, que consiste principalmente en pequeños artrópodos y vertebrados (generalmente lagartijas más pequeñas). Sin embargo, los árboles son los más utilizados para el camuflaje.

## Dieta

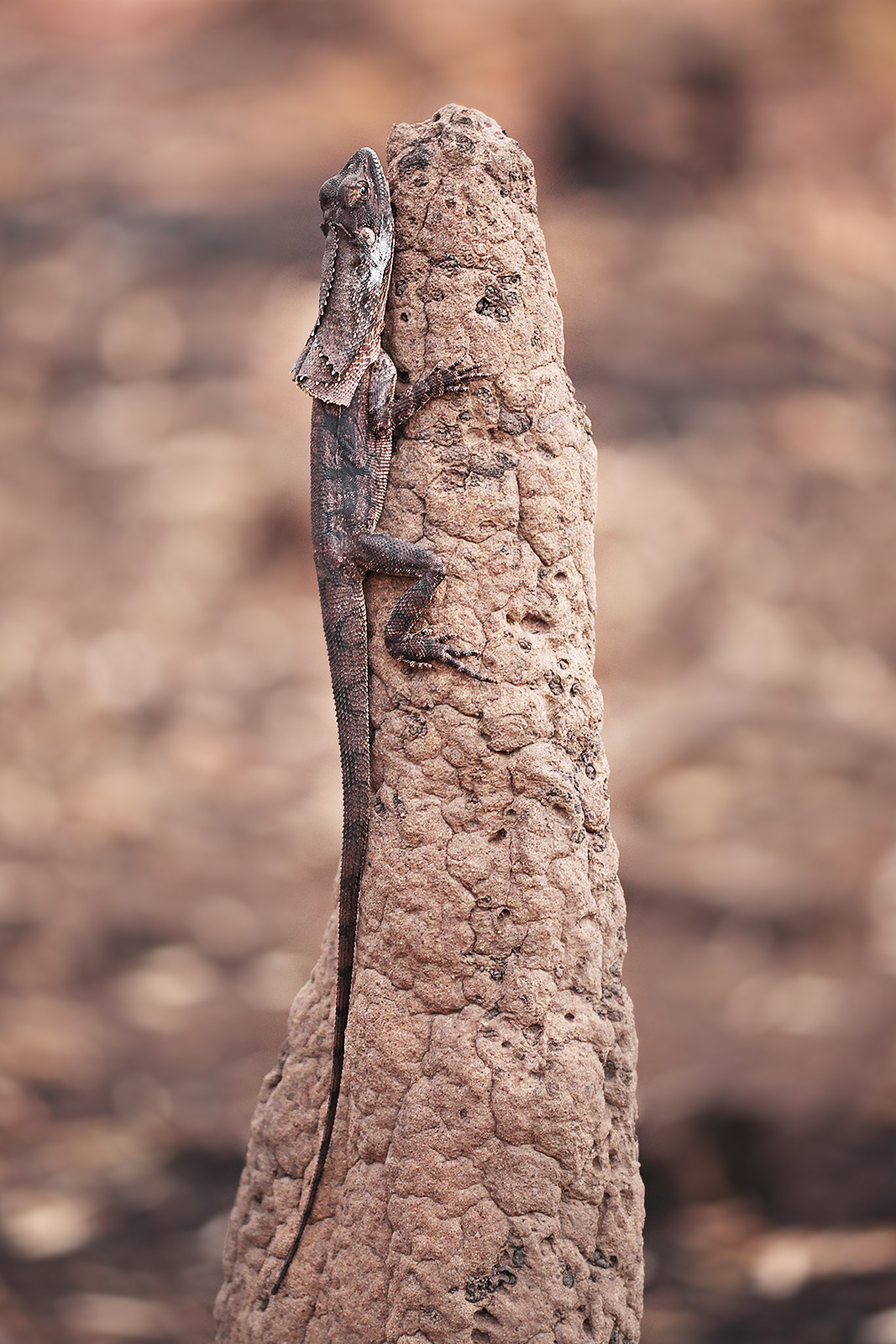
Postura críptica en el montículo de termitas en el Territorio del Norte

Como muchas lagartijas, las lagartijas de cuello volante son carnívoras, y se alimentan de cigarras, escarabajos, termitas, y ratones. Favorecen especialmente las mariposas, las polillas y sus larvas. Aunque los insectos son su principal fuente de alimento, también consumen arañas y ocasionalmente otras lagartijas. Como la mayoría de los miembros de las agamidas (dragones), los lagartos de cuello volante emplean un método de emboscada de caza, al acecho de sus presas. Cuando los lagartos comen, comen en abundancia, estos periodos de atracones generalmente ocurren dentro de la estación húmeda, cuando ingieren cientos de miles de hormigas o termitas aladas (voladoras).

## Termorregulación
El lagarto de cuello con volantes es ectotérmico y mantiene su temperatura corporal tomando el sol brevemente para alcanzar un promedio de 2-3 °C por encima de la temperatura ambiente. Las condiciones climáticas, incluida la luz solar, son los principales factores que regulan la temperatura de los lagartos. Este periodo de descanso generalmente ocurre de la mañana a la tarde para garantizar la máxima exposición a la luz solar. Sin embargo, la temperatura interna final del lagarto depende principalmente de la temperatura ambiente del entorno circundante. Se pensó que el volante del lagarto ayudaba en la termorregulación, pero se ha demostrado que no es así.

## Reproducción y dimorfismo sexual

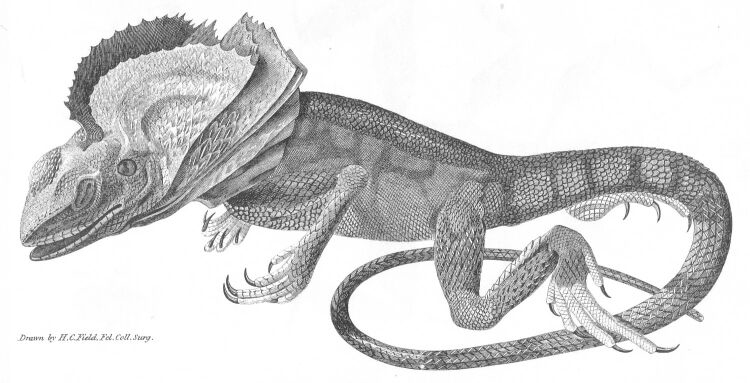
Chlamydosaurus kingii de Narrative of a Survey Volume 2, por Phillip Parker King, 1827

El lagarto de cuello con volantes es sexualmente dimórfico; lo que significa que hay diferencias físicas entre machos y hembras. Este dimorfismo es evidente en la longitud del lagarto, el macho es generalmente más grande que la hembra. Hay poco o nada de dimorfismo en el color del lagarto.
Lagartos de cuello con volantes se reproducen a principios de la estación húmeda de septiembre a octubre. Los machos adultos luchan contra sus compañeros, mostrando sus volantes y mordiéndose unos a otros. Se ponen de una a dos nidadas de 6-25 huevos desde la estación temporal hasta la mitad de la estación húmeda de noviembre a febrero. Los huevos se ponen en un nido a 5-20 cm por debajo del suelo, y generalmente en áreas soleadas. La incubación lleva de dos a tres meses. El género está determinado en parte por la temperatura, con temperaturas extremas que producen exclusivamente hembras, y temperaturas intermedias (29 a 35 °C) que producen un número igual de machos y hembras. Sus huevos son de cáscara blanda.

## Depredadores
Los principales depredadores de la especie son las águilas, búhos, lagartos más grandes, serpientes, dingos y quolls.

## En cultura
Un lagarto de cuello con volantes apareció en el reverso de la moneda australiana de 2 centavos hasta 1991. Un lagarto de cuello con volantes llamado "Lizzie" fue la mascota de los Juegos Paralímpicos de Verano de 2000. Las características del lagarto en el emblema del regimiento de Australia del Norte NORFORCE.
Debido a su apariencia y comportamiento únicos, la criatura a menudo se ha utilizado en cine y televisión. Un lagarto con cuello de volantes llamado "Frank" apareció en la película animada de Disney de 1990 The Rescuers Down Under. En la película Jurassic Park, de 1993, el dinosaurio Dilophosaurus fue retratado con un volante en el cuello que se elevaba al atacar, y generó un aumento en la demanda de lagartos con cuello con volantes como mascotas.

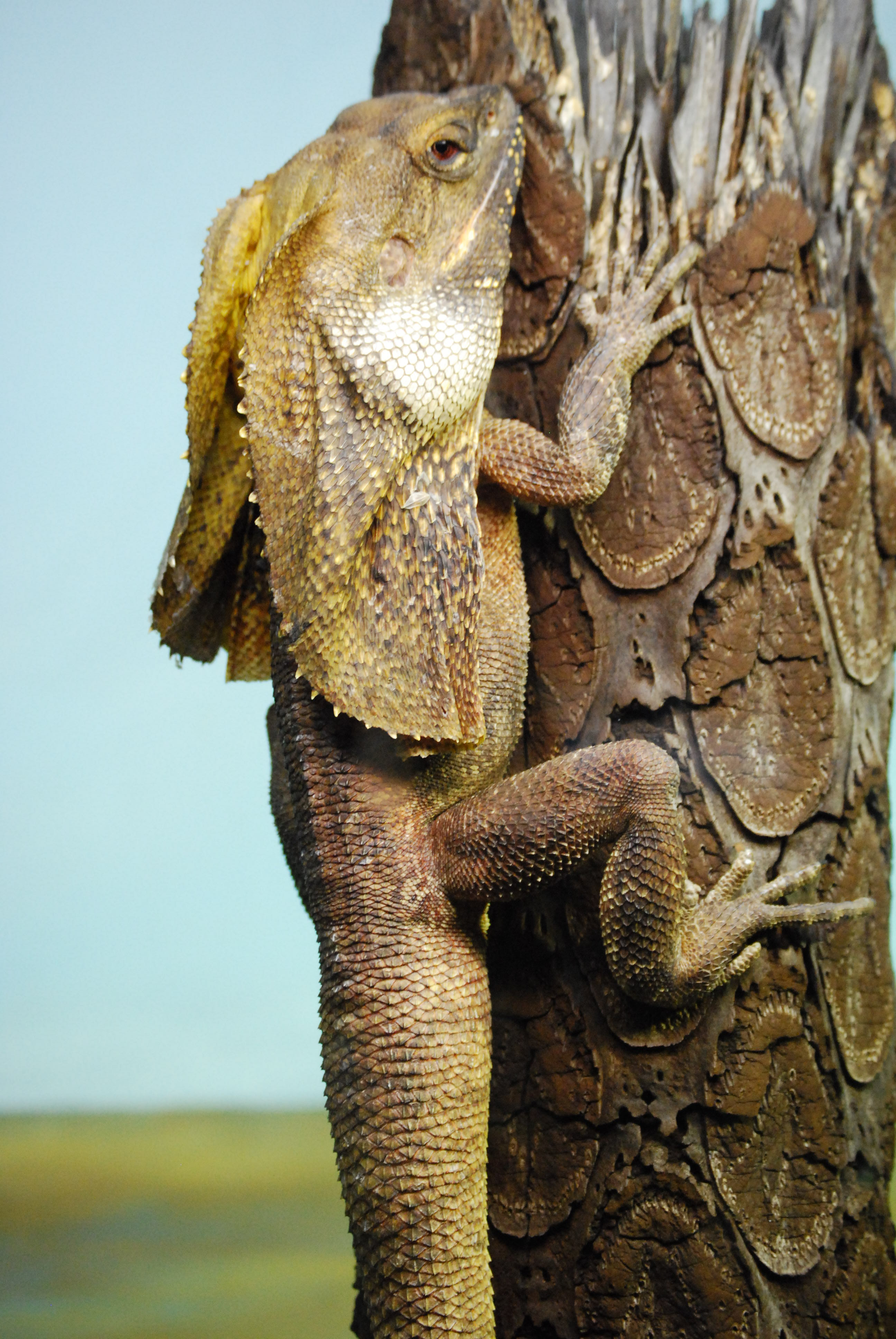
Clamidosaurio en una rama.

## Lectura adicional
- Bedford GS. (1995). "Anti-predator tactics from the Frilled Neck Lizard Chlamydosaurus kingii ". Journal of the Victorian Herpetological Society 6 (3): 120-130.
- Harlow PS, Shine R. (1998). "Temperature dependent sex-determination in the frillneck lizard Chlamydosaurus kingii (Agamidae)". Herpetologica 55 (2): 205-212.
- Shine R, Lambeck R. (1989). "Ecology of frillneck lizards, Chlamydosaurus kingii (Agamidae) in tropical Australia". Australian Wildlife Research 16: 491-500.